# Герб Корякского автономного округа
Герб Корякского автономного округа — официальный символ бывшего субъекта Российской Федерации.
1 июля 2007 года в результате объединения Камчатской области и Корякского автономного округа был образован новый субъект — Камчатский край.
Герб Корякского автономного округа утверждён решением Думы Корякского автономного округа 13 июля 1998 года и внесён в Государственный геральдический регистр Российской Федерации под регистрационным номером 437.

## Геральдическое описание (блазон)
В лазоревом щите под включенной червлёной главой серебряный бегущий северный олень.

## Обоснование символики
Герб Корякского автономного округа представляет собой голубой щит, в нём бегущий (вправо геральдически) белый олень, вверху — красная полоса не шире 1/3 щита без изображений; геральдическое описание.
Герб является своеобразными памятниками преемственности и культуры Корякского автономного округа, отражает природно-климатические особенности и основную направленность традиций коренного населения.
Олень в гербе означает, что коренные жители издавна занимались оленеводством, которое и ныне является ведущей отраслью сельского хозяйства. Олень дает пищу, из оленьих шкур шьют зимнюю и летнюю одежду, палатки, их употребляют на изготовление юрт, из них вырабатывают замшу и хром, выделывают легкие меха — пыжик, выпороток и другие, олень — это и средство передвижения и перевозок грузов на огромных просторах тундры и тайги. Он всегда занимал важное место в фольклоре и обычаях народов Севера. Ежегодно проводится национальный праздник — День оленевода, на который съезжаются многочисленные гости. Праздник непременно сопровождается любимыми северянами гонками на оленях и собачьих упряжках. Одним словом, олень для коренных народов автономного округа — образ жизни.
В гербе использованы три цвета: белый, голубой и красный. Сочетание этих цветов входит в Государственный флаг Российской Федерации, субъектом которой является Корякский автономный округ. Таким образом, эти цвета символов округа выражают идею его единства со всей Россией, их дружбы и согласия.
Голубой цвет говорит о цвете неба, вод Охотского и Берингова морей, омывающих полуостров Камчатку, на севере которого расположен и автономный округ, а также о цвете множества полноводных коротких рек, протекающих по его территории.
Белый у народов Севера связан с понятием о высоком нравственном начале, о мире, спокойствии, благополучии и счастье. Этот цвет издревле считался символом единства и целостности. Белый свидетельствует и о суровом климате округа, где среднегодовая температура отрицательная, зимы продолжительные, территория большую часть года покрыта глубоким снегом.
Автор рисунка герба — Александр Васильевич Почекутов.

## История герба
После объединения Камчатской области и Корякского автономного округа в единый Камчатский край Постановлением Губернатора Камчатского края от 5 июля 2007 года № 2 «О порядке руководства деятельностью органов исполнительной власти Камчатской области и Корякского автономного округа в переходный период образования Камчатского края» (с изменениями от 13 июля, 10 августа, 21 августа, 23 августа, 17 сентября 2007 года) было установлено, что:
«…печати, штампы, бланки писем и иные атрибуты органов исполнительной власти Камчатской области и Корякского автономного округа используются без изменений».
Герб Корякского автономного округа продолжал использоваться до 18 марта 2010 года, до официального опубликования в газете «Официальные ведомости» № 55-57 о вступившем в силу закона Камчатского края от 5 марта 2010 года № 395 «О гербе Камчатского края», которым был признан утратившим силу закон Корякского автономного округа от 28 июля 1998 года № 61-ОЗ «О гербе и флаге Корякского автономного округа».